# 3,4-Dibromphenol
3,4-Dibromphenol ist eine chemische Verbindung, die sowohl zu den Phenolen als auch zu den Halogenaromaten zählt.

## Darstellung
Die Synthese von 3,4-Dibromphenol geht vom 3,4-Dibromnitrobenzol aus, das mit Eisen in Ethanol zum 3,4-Dibromanilin reduziert wird. Dieses wird dann durch Verkochen der mit Natriumnitrit entstehenden Diazoniumverbindung zur gewünschten Verbindung umgesetzt.

## Derivate
Der Methylether kann durch Methylierung mit Dimethylsulfat hergestellt werden und ist auch unter dem Trivialnamen 3,4-Dibromanisol (CAS-Nummer: 62415-74-1) bekannt.